# Baiyoke Tower II
Baiyoke Tower II – wieżowiec w Bangkoku, w Tajlandii, o wysokości 328 m. Budynek został otwarty w 1997 roku i posiada 85 kondygnacji. Jest to trzeci najwyższy ukończony budynek w mieście, po MahaNakhon i Magnolias Waterfront Residences w ICONSIAM. Budynek mieści w sobie hotel Baiyoke Sky, który jest najwyższym hotelem w Azji Południowo-Wschodniej i siódmym co do wysokości budynkiem składającym się całkowicie z hotelu na świecie.